# Židovský hřbitov v Jaroměři
Židovský hřbitov se nachází v severní části města Jaroměř, okres Náchod, v Náchodské ulici. Je volně přístupný v rámci otvírací doby městského hřbitova.

## Historie a popis
Hřbitov se datuje od roku 1893 a je součástí městského hřbitova. Dochovalo se na něm 29 náhrobků ve dvou řadách pocházejících od doby založení hřbitova až do druhé světové války. Další náhrobek, patřící MVDr. J. Nettelovi zesnulému v roce 1903, se nalézá mimo židovské oddělení.
O hřbitov se stará pražská židovská obec.